# Amaníaco Ediciones
Amaníaco Ediciones és una editorial de còmics fundada el 1996 i ubicada a Barcelona, els fundadors varen ser alumnes i professionals de l'Escola Joso que en els seus inicis editaven un fanzín humorístic i amb textos teòrics, anomenat, Amaníaco, més endavant va evolucionar cap a la publicació d'historietes d'autors novells.

## Trajectòria
L'editorial va començar editant el fanzín Amanìaco que acabaria donant nom a l'editorial, tres etapes en marquen l'evolució, una primera etapa entre 1991 i 1996 com a fanzín fet de fotocòpies. La segona des de 1996 ja amb format i qualitat d'impremta, és en aquesta etapa quan neix la col·lecció de monogràfics Los impresentables de Amaníaco i ja a la tercera etapa des de 2007, ja s'edita com a segell editorial professional en format llibre amb llom encolat i continguts en color. En aquesta etapa l'editorial crea una línia de llibres teòrics de còmic anomenat Biblioteca Amaníaco, entre d'altres, RAF. El 'Gentleman' de Bruguera (biografia del dibuixant Joan Rafart i Roldán).
Dibuixants
A l'editorial hi han cooperat diferents dibuixant, entre d'altres; Jab, Marc Alberich, Deamo bros, C. Ponsí, Lopetegi, Juan Álvarez, Manel Fontdevila, Joan Tharrats, Alberto Guitián, Carmelo Manresa, C.C. Baxter, Idígoras y Pachi, Bernal, Víctor Araque, Fer, Jan, Mel, L'Avi,Gallego Bros, J. Busquet, Félix Sánchez, jali, Martín Cabo, Noé, o bé Iván Sarnago.